# Рыболовная резинка

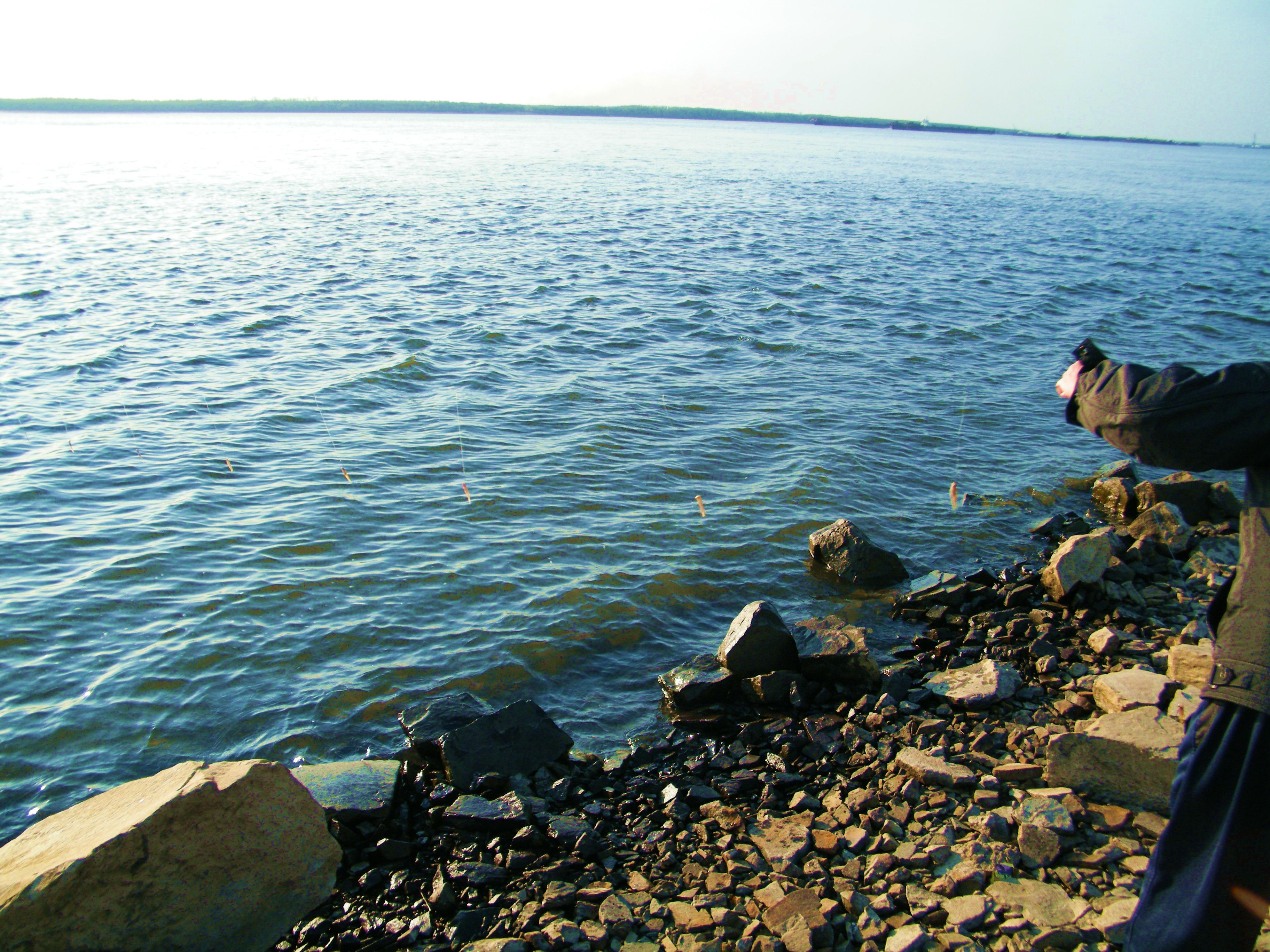
Ловля рыбы на «резинку»

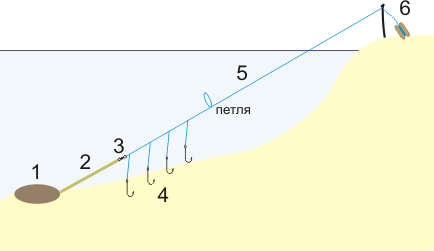
Устройство рыболовной резинки: 1 — грузило (как правило, одноразовое), чаще применяется полиэтиленовый мешок с песком; 2 — резиновый амортизатор (рыболовная резинка); 3 — вертлюжок; 4 — поводки с крючками; 5 — основная леска; 6 — мотовильце с запасом лески

Рыболовная резинка — донная удочка с резиновым амортизатором. Является запрещенной снастью в нерестовый период на территории России. Рыболовной резинкой называют как кордовую резину, которая специально предназначена для этого вида ловли, так и сам способ ловли рыбы.
Главное отличие донной удочки с резиновым амортизатором от других видов донных удочек состоит в том, что груз у неё крепится не к леске непосредственно, а к отрезку кордовой резины. Соединённая одним концом с грузом, а другим с леской, резинка, растягиваясь пяти-семикратно своей длине, позволяет рыболову извлекать из воды крючки, не закидывая каждый раз грузило. При вываживании резинка смягчает рывки рыбы и предотвращает сходы.
В СССР не было специальной рыболовной резинки, её плели из авиамодельной резины диаметром 1—2 мм в 4—8 слоёв. Для этого резинку складывали пополам, в место сложения пропускали небольшой «вертел» из проволоки, и крутили. Потом резинку складывали пополам, и она сама скручивалась, «сплеталась». Затем опять крутили, складывали пополам, и т. д., пока не достигнут нужного количества слоёв. Такая рыболовная резинка более прочная, чем одиночная, но сильно закручивает леску.

## Преимущества резинки перед другими видами донных удочек
- Нет необходимости шуметь и распугивать рыбу, закидывая грузило.
- Значительно облегчается вываживание рыбы, так как грузило не цепляется за траву и коряги.
- Если попалась крупная рыба, резина амортизирует, и предотвращает обрыв лески.
- Проще перенасаживать приманку — при насаживании поводки с крючками не лежат на земле, а висят на натянутой резиной леске.
- Насадка всегда доставляется в одно и то же место. Это особенно важно при использовании прикормки или ловле судака на подводной бровке.
- Высокая чувствительность донной удочки с резиновым амортизатором.
- Ловить на резинку можно почти любую рыбу.

## Применение
Больше всего распространена ловля на резинку чехони. Для этой рыбы это один из самых добычливых видов рыбалки. Также популярна ночная ловля на резинку судака. Весной, с конца апреля по начало июня, в озёрах с чистым дном ловится на резинку карась.
Также ловят на резинку щуку на живца, лёща и густеру на навозного червя, язя на кузнечика и опарыша, налима на мёртвую рыбку, и прочую рыбу.